# Campo Arqueológico de Mértola

Basílica paleocristã, núcleo museológico do Museu de Mértola

O Campo Arqueológico de Mértola é uma Associação cultural e científica sem fins lucrativos associada à Unidade de I&D da FCT - Centro de Estudos em Arqueologia, Artes e Ciências do Património. Foi fundado em 1978, em Mértola, desenvolve uma investigação científica multidisciplinar no âmbito das ciências sociais e humanas. Tem como principais disciplinas de estudo a História e a Arqueologia apesar de também  se dedicar à História Local, ao Património Histórico,  à Herança Artística e Cultural, à Museologia e à Antropologia Física.
Teve como um dos fundadores e principal interveniente o arqueólogo Cláudio Torres. Outra figura proeminente no Campo Arqueológico foi o professor e historiador José Mattoso (1933 - 2023), que manteve um especial interesse pelo desenvolvimento daquela associação, e à qual legou a sua biblioteca e a propriedade da Horta da Malhadinha.
Recebeu a Medalha de Mérito Cultural em 1998 na área do Património Cultural.

## Alguns projetos realizados

### Arqueologia
- Investigação em Arqueologia Medieval e Islâmica (1987-1990)
- Estudo Arqueológico do Bairro Islâmico da Alcáçova de Mértola (1993-1996)
- Mértola Islâmica. Recursos económicos e quotidiano (1997- 1999)
- Mértola. História e arqueologia da Alta Idade Média (2001-2003)
- Escavações arqueológicas em Mértola (1999-2002)
- Mértola e o seu Território na Antiguidade e na Idade Média. Trabalhos Arqueológicos em Mértola (2003-2006)

### Museológica
- Projeto de Museologia Local (1997-1990) concepção e a montagem dos núcleos do Museu de Mértola :
- Castelo (1991)
- Basílica Paleocristã (1993)
- Tecelagem (1998)
- Ermida e Necrópole de São Sebastião (1999)
- Oficina do Ferreiro (2001)
- Arte Sacra (2001)
- Arte Islâmica (2001)